# Pantaloni a zampa di elefante

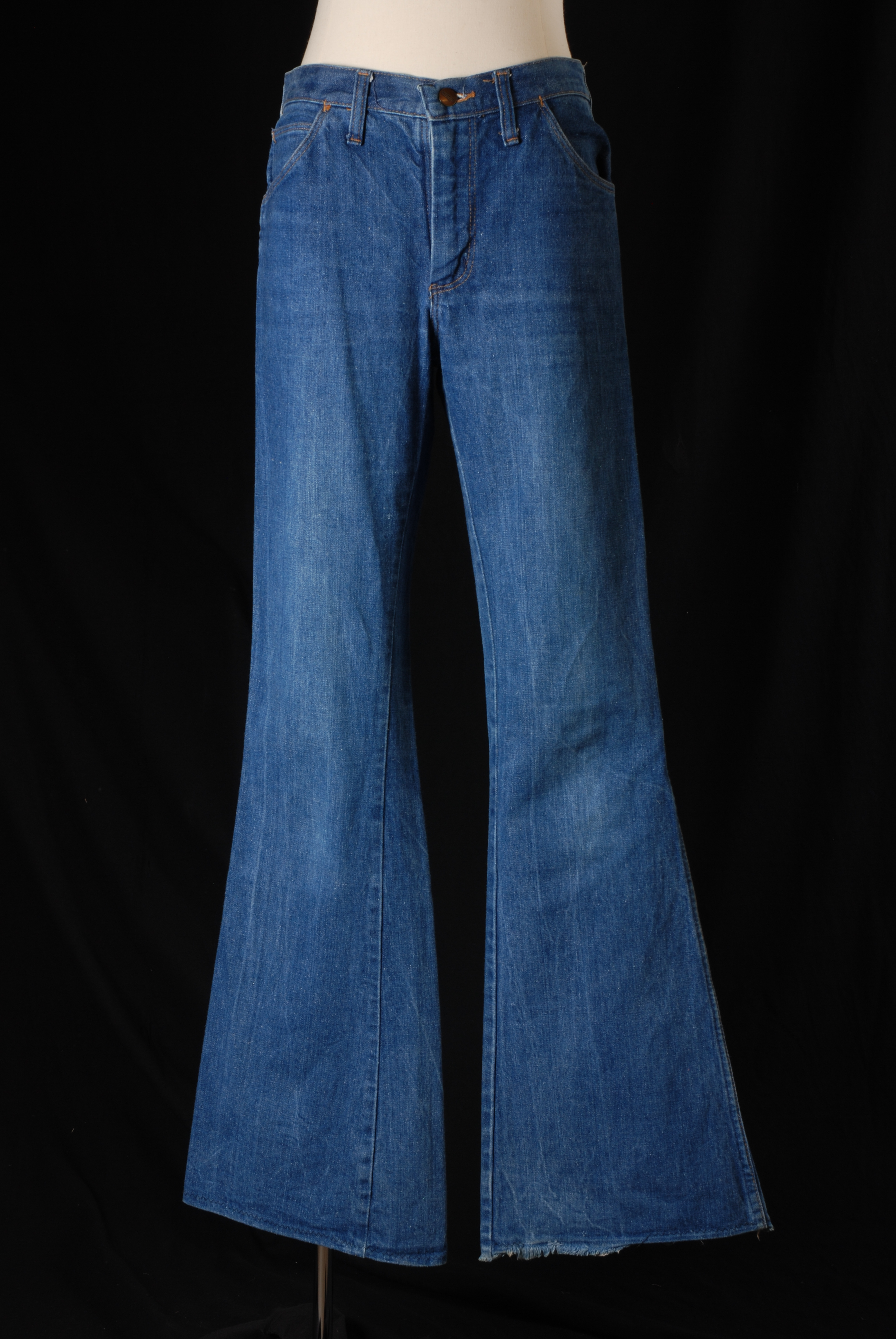
Jeans a zampa di elefante.

I pantaloni a zampa di elefante, o semplicemente pantaloni a zampa sono un tipo di pantaloni che scendono ampi dalle ginocchia in giù. Sono anche chiamati pantaloni a campana (dal loro corrispettivo inglese Bell-bottoms), o pantaloni twist.

## Origini

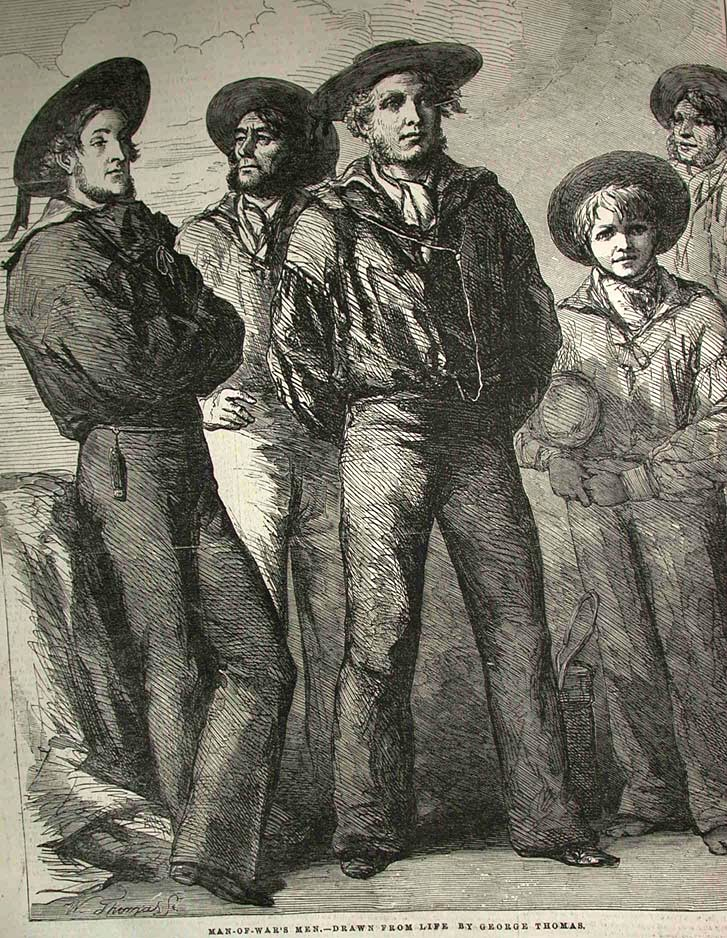
Illustrazione di marinai in divisa, 1854.

Le origini di questi pantaloni sono incerte. Nei primi anni del XIX secolo, la marina militare statunitense adottò come propria divisa un tipo di pantaloni molto ampi che terminavano "a campana", anche se si trattava di un tipo di divisa che variava sensibilmente da nave a nave. In una delle prime descrizioni della divisa dei marinai del 1813, il commodoro Stephen Decatur scrisse che gli uomini sulle fregate indossavano pantaloni blu che terminavano "a campana". Tuttavia nella Royal Navy britannica non c'è traccia di simili pantaloni fino a metà dell'Ottocento. I "pantaloni a campana" di cui parlava Decatur erano molto differenti dallo stile moderno, in quanto vestivano molto ampi, a differenza di quelli attuali, che invece sono piuttosto stretti fino alle ginocchia. Molte teorie sono state avanzate negli anni sul perché i marinai adottassero questo formato, ma la maggior parte delle spiegazioni ha poca credibilità per la totale mancanza di documenti ufficiali.

## Moda della zampa di elefante

Studenti anni '70, si notano i pantaloni a zampa di elefante, ed un eskimo indossato

I pantaloni a zampa di elefante divennero un capo di moda in Italia nella seconda metà degli anni sessanta con l'avvento di Adriano Celentano e per tutti gli anni settanta sia fra gli uomini che fra le donne. Furono uno dei principali segni distintivi della cultura Yippie ed hippy negli anni sessanta, insieme alla bandana e ad altri capi. Nei periodi successivi però divennero un capo di moda, slegandosi del tutto dalla originale natura di ribellione hippy. Ad aiutare i pantaloni a zampa a diventare popolari ci pensarono molti personaggi dello spettacolo e della musica come Sonny e Cher. In questo periodo furono associati alla musica disco, e conseguentemente passarono di moda alla fine degli anni settanta.
A metà anni novanta si è assistito ad un rinnovato interesse della moda europea nei confronti dei pantaloni a zampa, adattati alle nuove tecnologie dell'industria tessile. Ciò che distingue principalmente i modelli dei pantaloni a zampa degli anni settanta da quelli più recenti è il modo con cui essi stringono le ginocchia.